# Cyprus Airways (2016)
Cyprus Airways ist der Markenname der Charlie Airlines Ltd. Die Fluggesellschaft mit Sitz in Larnaka/Zypern wurde 2016 gegründet und fliegt unter Nutzung von Namensrechten der 2015 eingestellten Cyprus Airways. Eigner sind die russische Fluggesellschaft S7 Airlines sowie zyprische Investoren.

## Flugziele
Cyprus Airways fliegt von Larnaka aus vor allem Ziele in Griechenland, aber auch in Frankreich, Israel, Italien, dem Libanon, Spanien und den Vereinigten Arabischen Emiraten an.

## Flotte

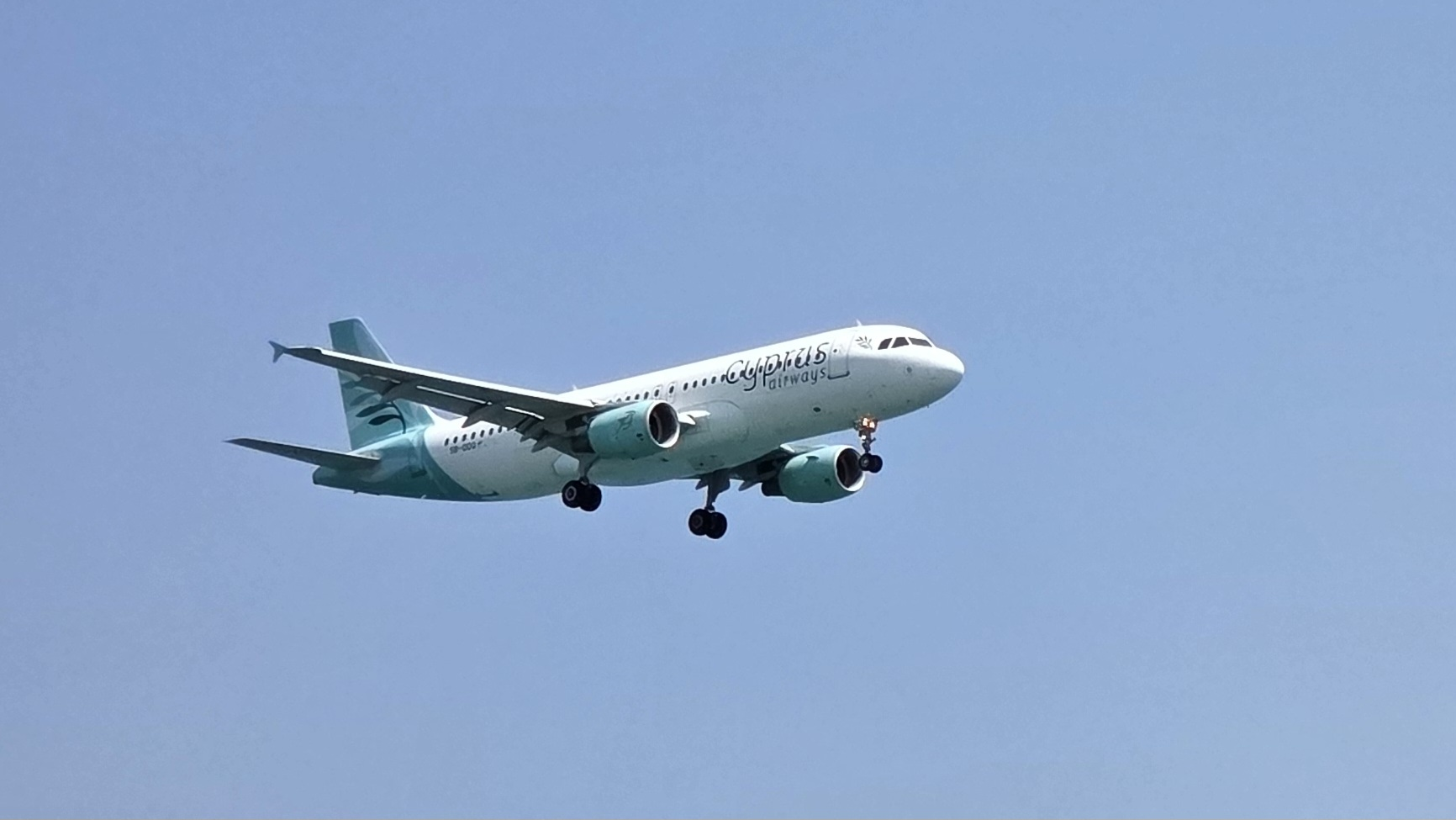
Ein Airbus A320-200 der Cyprus Airways

Mit Stand Dezember 2024 besteht die Flotte von Cyprus Airways aus fünf Flugzeugen mit einem Durchschnittsalter von 8,0 Jahren.
| Flugzeugtyp     | Anzahl | bestellt | Anmerkungen                 | Sitzplätze | Durchschnittsalter |
| --------------- | ------ | -------- | --------------------------- | ---------- | ------------------ |
| Airbus A220-300 | 3      | 2        | Auslieferung seit Juli 2023 | 128        | 3,0 Jahre          |
| Airbus A320-200 | 2      |          |                             | 180        | 15,4 Jahre         |
| Gesamt          | 5      | 2        |                             |            | 8,0 Jahre          |

### Ehemalige Flugzeugtypen
- Airbus A319-100